# Anna Jöransdotter
Anna Jöransdotter (fallecida después de 1714), fue una soldado finlandesa. Sirvió en el ejército de Carlos XII de Suecia por dos años durante la Gran Guerra del Norte disfrazada de hombre, y se casó con una mujer. Su caso es quizás el más investigado caso sueco del fenómeno de mujeres adoptando identidades masculinas para servir en el ejército durante la Edad Moderna (siglos XVI a XIX). Sus acciones fueron la causa de una sugerencia para introducir una ley sobre la homosexualidad en Suecia.

## Vida
Con dieciocho años, Anna Jöransdotter era la sirvienta de un granjero en la provincia sueca de Finlandia. Durante el tiempo de la invasión rusa, su empleador le ordenó ayudar a su hijo en el robo de casas que habían sido abandonadas durante la peste. Fueron descubiertos por un vicario de Livonia, un refugiado del avance del ejército ruso, y su patrón entonces le ordenó huir vestida con ropa masculina. En el pueblo de Haritu en la provincia de Turku, fue forzada a unirse al ejército de acuerdo con la ley de que todos los varones vagabundos podrían ser forzados a servir en el ejército. Se alistó bajo el falso nombre de Johan Haritu y sirvió en el ejército por uno a un año y medio. Como Johan Haritu, se  casó con la hija de un alférez, Maja Kijhl.
Esto no fue una unión por amor: Maja Kijhl estaba embarazada en la boda, necesitaba un hombre que reconociera al niño para evitar el estigma de ilegitimidad que entonces se imponía a las madres solteras. Haritu fue convencida de casarse por la dueña de una posada, a la cual debía dinero. Aun así, Haritu rechazó reconocer al niño, ya que nació poco después de la boda. Según se dice, Kijhl descubrió el verdadero género de Haritu un par de días después de la boda y le insinuó que no regresara después de la campaña del ejército en la que estaba comprometida a unirse.

## Juicio
Después de haberse emborrachado en una posada con un amigo del ejército, el soldado Mats Kröger, esté le ayudó a acostarse. Mientras le aflojaba la ropa, notó lo que le parecieron pechos bajo la camisa. Informó de esto al cabo Grass, que exigió examinarle. Después de haber confirmado que tenía pechos, confesó que era mujer. A pesar de ello, Grass reclamó examinar la parte baja de su cuerpo para establecer si era o no un hermafrodita... Anna Jöransdotter fue llevada al tribunal de regimientos, quién primero investigó si había mantenido relaciones carnales con cualquiera de los soldados. En 1714, fue presentada ante un tribunal civil. Su caso recibió la atención más extensa de todas las mujeres suecas que se vistieron de hombres siendo arrestadas después de haber servido en el ejército y casarse con mujeres. Las autoridades pidieron a todos los tribunales de Suecia que dieran su opinión sobre el caso en el intento de sentar un precedente para casos similares.
Göta Hovrätt, por ejemplo, citó la leyenda de Blenda, y declaró que si Anna Jönsdotter se había hecho pasar por hombre en un deseo patriótico de servir al rey y al país, en lugar de por curiosidad pecaminosa, se le debía dar piedad: también recomendaba un examen físico para establecer cualquier posible hermafrotidismo, lo cual era un procedimiento habitual en estos casos. El patriotismo era, de hecho, un argumento muchas veces empleado en su defensa ante los tribunales por las mujeres disfrazadas de hombre. El tribunal de Estocolmo condenó fuertemente cualquier desafió al "orden de Dios" haciéndose pasar por el sexo opuesto en lugar de aceptar el sexo y las tareas asociadas con él que Dios le había dado. El tribunal Linköping condenó a Anna Jönsdotter sospechando que se había hecho pasar por varón para practicar la homosexualidad. La mayoría de los tribunales estuvieron de acuerdo en que debía ser severamente castigada si había mantenido relaciones carnales con Maja Kijhl.
Aun así, ni Anna Jönsdotter ni Maja Kijhl reclamaron haber tenido el menor contacto sexual, y cuando se les preguntó cómo se conducían mientras compartían cama, Anna Jönsdotter contestó que le había dado la espalda a Kijhl. En referencia al caso de Anna Jönsdotter, una ley fue preparada explícitamente para prohibir la homosexualidad femenina. Esta ley aun así, no llegó a aprobarse, pues la política oficial de los tribunales suecos era guardar silencio sobre actos homosexuales, ya que se creía que hablar de ellos difundía su práctica.
Anna Jöransdotter fue liberada del cargo de "sodomía" (es decir, homosexualidad), y condenada a prisión con trabajos forzados.